# 金子國義
金子 國義（かねこ くによし、1936年7月23日 - 2015年3月16日）は、日本の画家。埼玉県蕨市出身。

## 来歴・人物
織物業を営む裕福な家庭の四人兄弟(兄二人、姉一人)の末っ子として生まれた。蕨第一国民学校（現・蕨市立北小学校）入学。幼少期より図画工作、習字に優れた子供であった。華道や茶道の他、バレエ公演を観て憧れ、バレエを習う。ミッションスクールの聖学院中学校・高等学校を経て、1959年、日本大学藝術学部デザイン学科入学。在学中より歌舞伎舞台美術家の長坂元弘に4年間師事する。
大学卒業後、グラフィックデザイン会社に入社するも3か月で退社し、フリーとなり1964年から独学で油絵に取り組み始める。詩人高橋睦郎や澁澤龍彦と交わるうちに本格的に制作を始め、幻想小説の装丁や挿絵に魅力的な少女像を描いて注目される。
1966年、『O嬢の物語』の翻訳を行っていた澁澤龍彦の依頼で同作の挿絵を手がける。翌1967年、澁澤の紹介により銀座の青木画廊で個展「花咲く乙女たち」を開き画壇デビューする。世紀末的・デカダンスな雰囲気を漂わせる妖艶な女性の絵を得意とする。
活動・表現領域は幅広いが、一般には「富士見ロマン文庫」（富士見書房）、『ユリイカ』（1988年～）、『婦人公論』（1971年～1974年）をはじめとする多くの書籍・雑誌の装幀画・挿絵を手がけたことで知られた。また、1998年には神保町に画廊「美術倶楽部ひぐらし」を開設した。
イタリアの事務機器メーカーオリベッティ社が制作した絵本「不思義の国のアリス」の絵を担当した。また、劇団状況劇場の舞台美術や、バレエ公演「アリスの夏」「オルペウス」の構成・演出・美術も担当した。
コシノジュンコとは、古くからの親交があった。のちに親友となった安井かずみを金子に紹介したのもコシノである。加藤和彦のアルバムジャケット原画、HANAE MORIビルのディスプレイもを手がけた。
歌舞伎界への造形も相当に深く、2005年の中村勘三郎 (18代目)襲名披露興行、2012年の中村勘九郎 (6代目)襲名披露の口上の美術を手がけた。
L'Arc〜en〜Cielのhydeとは、プライベートも含めて親交が深かった。hydeからのラヴ・コールでソロ・アルバム「FAITH」のジャケットアートワークや、彼の好きなコウモリをモチーフにした浴衣のデザインをした。
2015年3月16日午後、虚血性心不全のため東京都品川区の自宅で死去。78歳没。

## 関連書籍
- 金子国義「青空」（1989年7月 美術出版社）ISBN 978-4568170375
- 金子国義アリスの画廊（1993年6月 美術出版社）ISBN 978-4568170399
- お遊戯（1997年10月 新潮社）ISBN 978-4104093021
- よこしまな天使（Asahi Art Collection）（1998年11月 朝日新聞社）ISBN 978-4022586537
- OIL PAINTINGS 金子国義油彩集（2000年12月 メディアファクトリー）ISBN 978-4840101622
- Drink Me Eat Me 金子國義写真集（2004年4月 平凡社）ISBN 978-4582277531
- L’Elégance 金子國義の世界（2008年4月 平凡社コロナ・ブックス）ISBN 978-4582634396
- 美貌帖（2015年2月 河出書房新社）ISBN 978-4309275581
- ユリイカ 総特集：金子國義の世界（2015年7月臨時増刊号 青土社）ISBN 978-4791702909
- 金子國義（KAWADE夢ムック・文藝別冊）（2015年8月 河出書房新社）津原泰水監修 ISBN 978-4309978659
- 天守物語（2015年8月 キノブックス）※金子國義画、泉鏡花作、津原泰水監修 ISBN 978-4908059209
- イルミナシオン（2016年3月 バジリコ）※金子修監修、津原泰水編 ISBN 978-4862382290
- 金子國義スタイルブック（2016年7月 アートダイバー）※金子修、岡部光 共編著 ISBN 978-4908122057